# Блицдоклад
Блицдоклад (англ. Lightning talk) — короткое выступление на конференции. В отличие от полноразмерных докладов блицдоклады обычно длятся пять минут и объединяются в сессии блицдокладов.

## История и формат
Блицдоклады, по-видимому, появились на конференции по языку программирования Python в 1997 году. Термин lightning talk впервые был употреблен на сессии блицдокладов на конференции по языку Perl YAPC в июне 2000 года, после чего стал использоваться и на других ИТ-мероприятиях. В России сессии блицдокладов наиболее часто встречаются на воркшопах и конференциях по языку программирования Perl.
Длительность выступления обычно составляет ровно пять минут, хотя может варьироваться в незначительных пределах по усмотрению организаторов. Выступления объединяются в серии общей продолжительностью 60—90 минут. Вопросы из зала после блицдоклада не предусмотрены. Окончание очередного выступление сигнализируется с помощью удара гонга или аналогичного приспособления.
Блицдоклад часто, но не всегда, сопровождается презентацией на экране, созданной либо в распространённых программах для подготовки презентаций, либо по методу Такахаси.

## Название
Несмотря на то, что оригинальное название Lightning talk используется параллельно с термином блицдоклад, использовать последний предпочтительнее из-за более легкой артикуляции носителями русского языка.
Локализованные названия существуют и в других языках:
- венг. Villámelõadás;
- ивр. הרצאת בזק;
- ит. Intervento lampo;
- нем. Ultrakurzvorträge;
- порт. Apresentações relâmpago;
- рус. Блицдоклады;
- фр. Communication éclair.

Русский вариант названия появился спонтанно на собрании программного комитета конференции РИТ-2008.